# Kankurang
Der Kankurang ist ein Initiationsritus, der in der westafrikanischen Region Senegambia von der Volksgruppe der Mandinka praktiziert wird. Er wurde im Jahr 2008 bei der UNESCO in die Repräsentative Liste des immateriellen Kulturerbes der Menschheit eingeschrieben.
Der Kankurang hat in den von den Mandinka bewohnten Gebieten Tradition. Neben der Casamance und Gambia ist dies auch die Großstadt Mbour. Das Ritual findet in der Regel im August oder September statt.
Die zentrale Figur im Kankurang ist ein Eingeweihter, der vollständig verkleidet und maskiert ist mit Baumrinden, Pflanzenfasern und Blättern. Er leitet die Initiationsriten, die mit Beschneidungszeremonien verbunden sind (vergleiche Übergangsritus). Die rituelle Auswahl und Ausstattung des Eingeweihten erfolgt durch die Ältesten. Er zieht sich mit den jungen Weihekandidaten in den Wald zurück, es gibt Nachtwachen und Prozessionen, begleitet von ehemaligen Eingeweihten und Dorfbewohnern, die Tänze und Lieder aufführen. Zwischen seine Darstellungen führt er – mit gellenden Schreien – machetenschwingende Staccato-Tänze auf, deren Rhythmus von seinen Begleitern mit Trommeln unterstützt wird.
Der Kankurang sorgt für Ordnung und Gerechtigkeit und vertreibt böse Geister. Auch sorgt er für die Weitergabe und Vermittlung einer komplexen Sammlung von Know-how und Praktiken, welche die kulturelle Identität der Mandinka untermauern. Die Jungen lernen die Verhaltensregeln für die Ordnung ihrer Gemeinschaft einzuhalten und sie lernen die Geheimnisse der Pflanzen und ihres medizinischen Wertes sowie Jagdtechniken kennen. Allerdings ist die Ausübung ihrer Traditionen aufgrund der sich rasch ausbreitenden Urbanisierung Senegals und Gambias und des Verschwindens heiliger Wälder, die in Kulturland umgewandelt werden, auf dem Rückzug. Infolgedessen verliert das Ritual an Wert und Ansehen.
Das 2016 eröffnete Kankurang Centre and Museum in Janjanbureh im Osten Gambias thematisiert den Maskentanz Kankurang.